# Partido Laborista Unido de Granada
El Partido Laborista Unido de Granada (en inglés: Grenada United Labour Party) abreviado como GULP es un partido político de la nación insular de Granada, y el partido más antiguo existente en el país. Fundado por Eric Gairy en 1950, de ideología laborista y republicana, el partido ganó por aplastante margen las primeras elecciones bajo sufragio universal de la entonces colonia británica en 1951. Alternó en el poder con el Partido Nacional de Granada en 1962. Después de ganar las elecciones de 1967, el partido monopolizó el poder político de la isla. Bajo el liderazgo de Gairy, fue el partido en el poder al momento de la independencia de la isla como un Reino de la Mancomunidad en 1973. Volvió a ganar las elecciones de 1976, las primeras desde la independencia, en medio de acusaciones de fraude electoral y autoritarismo de parte del líder opositor, el izquierdista Maurice Bishop, del Movimiento New Jewel.
En marzo de 1979, el gobierno cada vez más reaccionario de Gairy y el GULP fue depuesto en un golpe de Estado liderado por Bishop, que instauró un gobierno de corte socialista y unipartidista. El GULP, junto con todos los partidos políticos aparte del New Jewel, fue disuelto y prohibido. Después de la invasión del país por parte de Estados Unidos en 1983, el partido fue nuevamente legalizado y se presentó en las elecciones de 1984, obteniendo solo un escaño. Desde entonces, su participación en la vida política granadina disminuyó hasta su casi extinción, aunque aún sigue existiendo formalmente como partido político.

## Resultados electorales
|  | 68.84 % |

|  | 48.66 % |

|  | 44.37 % |

|  | 53.35 % |

|  | 45.98 % |

|  | 54.58 % |

|  | 58.87 % |

|  | 51.74 % |

|  | 35.88 % |

|  | 28.13 % |

|  | 26.55 % |

|  | 11.71 % |

|  | 4.75 % |

|  | 0.84 % |

|  | 0.11 % |